# 横浜市立大学先端医科学研究センター
横浜市立大学先端医科学研究センター（よこはましりつだいがくせんたんいかがくけんきゅうせんたー、英: Advanced Medical Research Center, Yokohama City University）は、横浜市金沢区にある横浜市立大学の附置研究所である。がん、免疫・アレルギー疾患、生活習慣病などの克服を目指した基礎研究と、その成果を臨床に応用する橋渡し研究の推進を目的とする。 略称は先端研、AMRC。

## 概要
横浜市立大学先端医科学研究センターは、がん対策の推進事業として「免疫アレルギー疾患や生活習慣病、がんなどの原因究明と、最先端の治療法・創薬など、臨床応用につながる開発型医療を目指した研究を行う先端医科学研究センターを横浜市立大学に整備する」という横浜市の中期計画（平成14年～18年）に基づき、2006年（平成18年）10月に開設された。
設立後の数年間は研究施設が存在しない「バーチャル共同研究センター」として活動していたが、2012年（平成24年）12月に横浜市立大学福浦キャンパス内に5階建ての新しい研究施設として建設された。
研究活動の推進および研究成果の社会還元を目的に、大学教員と企業との共同研究を活性化するための支援施設として、「産学連携ラボ」が整備されている。また、2018年4月1日から2024年3月31日まで共同利用・共同研究拠点に指定されている。

## 構成
以下の部門から構成される。
- バイオバンク室
- 共同研究支援部門
- 研究開発部門
- 臨床研究支援部門

## 歴代センター長
- 大野茂男 （2006年（平成18年）10月～2008年（平成20年）7月）
- 井上登美夫 （2008年（平成20年）8月～2011年（平成23年）4月）
- 平野久 （2011年（平成23年）5月～2015年（平成27年）3月）
- 折舘伸彦（2015年（平成27年）4月～現在）

## 所在地
- 神奈川県横浜市金沢区福浦3-9

横浜市立大学福浦キャンパス内に所在する。